# Kabinet-Suga
Het kabinet–Suga (Japans: 菅義偉内閣) was de regering van het Keizerrijk Japan van 16 september 2020 tot 4 oktober 2021.

## Kabinet–Suga (2020–2021)
| Ambtsbekleder                                 | Ambtsbekleder      | Ambtsbekleder                       | Functie                                                           | Ambtstermijn      | Ambtstermijn    | Partij |
| --------------------------------------------- | ------------------ | ----------------------------------- | ----------------------------------------------------------------- | ----------------- | --------------- | ------ |
|                                               | Yoshihide Suga     | Yoshihide Suga 菅 義偉 (1948)       | Premier                                                           | 16 september 2020 | 4 oktober 2021  | LDP    |
|                                               | Taro Aso           | Taro Aso 麻生 太郎 (1940)           | Vicepremier                                                       | 26 december 2012  | 4 oktober 2021  | LDP    |
| Minister van Financiën                        | Taro Aso           | Taro Aso 麻生 太郎 (1940)           |                                                                   | 26 december 2012  | 4 oktober 2021  | LDP    |
|                                               | Katsunobu Kato     | Katsunobu Kato 加藤 勝信 (1955)     | Secretaris- generaal                                              | 16 september 2020 | 4 oktober 2021  | LDP    |
|                                               | Ryota Takeda       | Ryota Takeda 武田 良太 (1968)       | Minister van Binnenlandse Zaken en Communicatie                   | 16 september 2020 | 4 oktober 2021  | LDP    |
|                                               | Toshimitsu Motegi  | Toshimitsu Motegi 茂木 敏充 (1955)  | Minister van Buitenlandse Zaken                                   | 11 september 2019 | 4 november 2021 | LDP    |
|                                               | Yoko Kamikawa      | Yoko Kamikawa 上川 陽子 (1953)      | Minister van Justitie                                             | 16 september 2020 | 4 oktober 2021  | LDP    |
|                                               | Hiroshi Kajiyama   | Hiroshi Kajiyama 梶山 弘志 (1955)   | Minister van Economische Zaken                                    | 25 oktober 2019   | 4 oktober 2021  | LDP    |
|                                               | Nobuo Kishi        | Nobuo Kishi 岸 信夫 (1959)          | Minister van Defensie                                             | 16 september 2020 | heden           | LDP    |
|                                               | Norihisa Tamura    | Norihisa Tamura 田村 憲久 (1964)    | Minister van Volksgezondheid, Arbeid en Welzijn                   | 16 september 2020 | 4 oktober 2021  | LDP    |
|                                               | Koichi Hagiuda     | Koichi Hagiuda 萩生田 光一 (1963)   | Minister van Onderwijs, Cultuur, Sport, Wetenschap en Technologie | 11 september 2019 | 4 oktober 2021  | LDP    |
|                                               | Kazuyoshi Akaba    | Kazuyoshi Akaba 赤羽 一嘉 (1958)    | Minister van Infrastructuur, Transport en Toerisme                | 11 september 2019 | 4 oktober 2021  | NKP    |
|                                               | Kotaro Nogami      | Kotaro Nogami 野上浩太郎 (1967)     | Minister van Landbouw, Bosbouw en Visserij                        | 16 september 2020 | 4 oktober 2021  | LDP    |
|                                               | Shinjiro Koizumi   | Shinjiro Koizumi 小泉 進次郎 (1981) | Minister van Milieu                                               | 11 september 2019 | 4 oktober 2021  | LDP    |
|                                               | Hachiro Okonogi    | Hachiro Okonogi 小此木 八郎 (1965)  | Voorzitter van de Commissie voor Openbare Orde en Veiligheid      | 16 september 2020 | 25 juni 2021    | LDP    |
| Minister zonder portefeuille                  | Hachiro Okonogi    | Hachiro Okonogi 小此木 八郎 (1965)  |                                                                   | 16 september 2020 | 25 juni 2021    | LDP    |
| Minister voor Maritieme en Territoriale Zaken | Hachiro Okonogi    | Hachiro Okonogi 小此木 八郎 (1965)  |                                                                   | 16 september 2020 | 25 juni 2021    | LDP    |
| Minister voor Rampen- bestrijding             | Hachiro Okonogi    | Hachiro Okonogi 小此木 八郎 (1965)  |                                                                   | 16 september 2020 | 25 juni 2021    | LDP    |
|                                               | Yasufumi Tanahashi | Yasufumi Tanahashi 棚橋 泰文 (1963) | Voorzitter van de Commissie voor Openbare Orde en Veiligheid      | 25 juni 2021      | 4 oktober 2021  | LDP    |
| Minister zonder portefeuille                  | Yasufumi Tanahashi | Yasufumi Tanahashi 棚橋 泰文 (1963) |                                                                   | 25 juni 2021      | 4 oktober 2021  | LDP    |
| Minister voor Maritieme en Territoriale Zaken | Yasufumi Tanahashi | Yasufumi Tanahashi 棚橋 泰文 (1963) |                                                                   | 25 juni 2021      | 4 oktober 2021  | LDP    |
| Minister voor Rampen- bestrijding             | Yasufumi Tanahashi | Yasufumi Tanahashi 棚橋 泰文 (1963) |                                                                   | 25 juni 2021      | 4 oktober 2021  | LDP    |
|                                               | Katsuei Hirasawa   | Katsuei Hirasawa 平沢 勝栄 (1945)   | Minister voor Sendai en Fukushima Zaken                           | 16 september 2020 | 4 oktober 2021  | LDP    |
|                                               | Taro Kono          | Taro Kono 河野 太郎 (1963)          | Minister voor Okinawa en de Koerilen                              | 16 september 2020 | 4 oktober 2021  | LDP    |
| Minister voor Bestuurlijke Vernieuwing        | Taro Kono          | Taro Kono 河野 太郎 (1963)          |                                                                   | 16 september 2020 | 4 oktober 2021  | LDP    |
| Minister voor Corona Beleid                   | Taro Kono          | Taro Kono 河野 太郎 (1963)          | 18 januari 2021                                                   |                   | 4 oktober 2021  | LDP    |